# Jean Joseph Walckiers

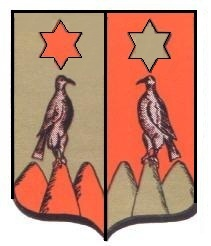
Wapenschild van de familie Walckiers

Jean Joseph Walckiers (Bergen, 14 maart 1740 - in Frankrijk na 1799) was een Brusselse bankier en grootgrondbezitter in de Oostenrijkse Nederlanden in de achttiende eeuw en heer van Galmaarden, Loenhout, Popendonk en Wespelaar.

## Familie
Jean Joseph was de tweede zoon van Paul Antoine Walckiers en Agnes de Wolff. De familie Walckiers was afkomstig uit de streek tussen Ninove en Geraardsbergen, waar ze sinds de zestiende eeuw bezittingen had. Paul Antoine Walckiers was heer van Budingen, Vlieringen en Breedhout (Vlieringhe werd geërfd door Jean Josephs oudere broer Josse Jean Walckiers). Op 8 februari 1752 kocht Paul Antoine Walckiers het graafschap Galmaarden van de testamentuitvoerders van Marie-Françoise de Bournonville. Sinds 1638 was Galmaarden verheven tot graafschap.
Op 14 maart 1740 werd Jean Joseph gedoopt in Bergen. Hij trouwde op 21 april 1774 in Gent met Cornelia-Petronilla Ooninx, in de kapel van de Gentse bisschop, Govaart Geeraard van Eersel. Zijn vrouw was de nicht van de bisschop en afkomstig van Bergen op Zoom. Jean Joseph Walckiers vestigde zich in de stad Brussel, waar hij tot 1799 bleef wonen.

## Bezittingen

### Drie Fonteinen en de Engelse tuin

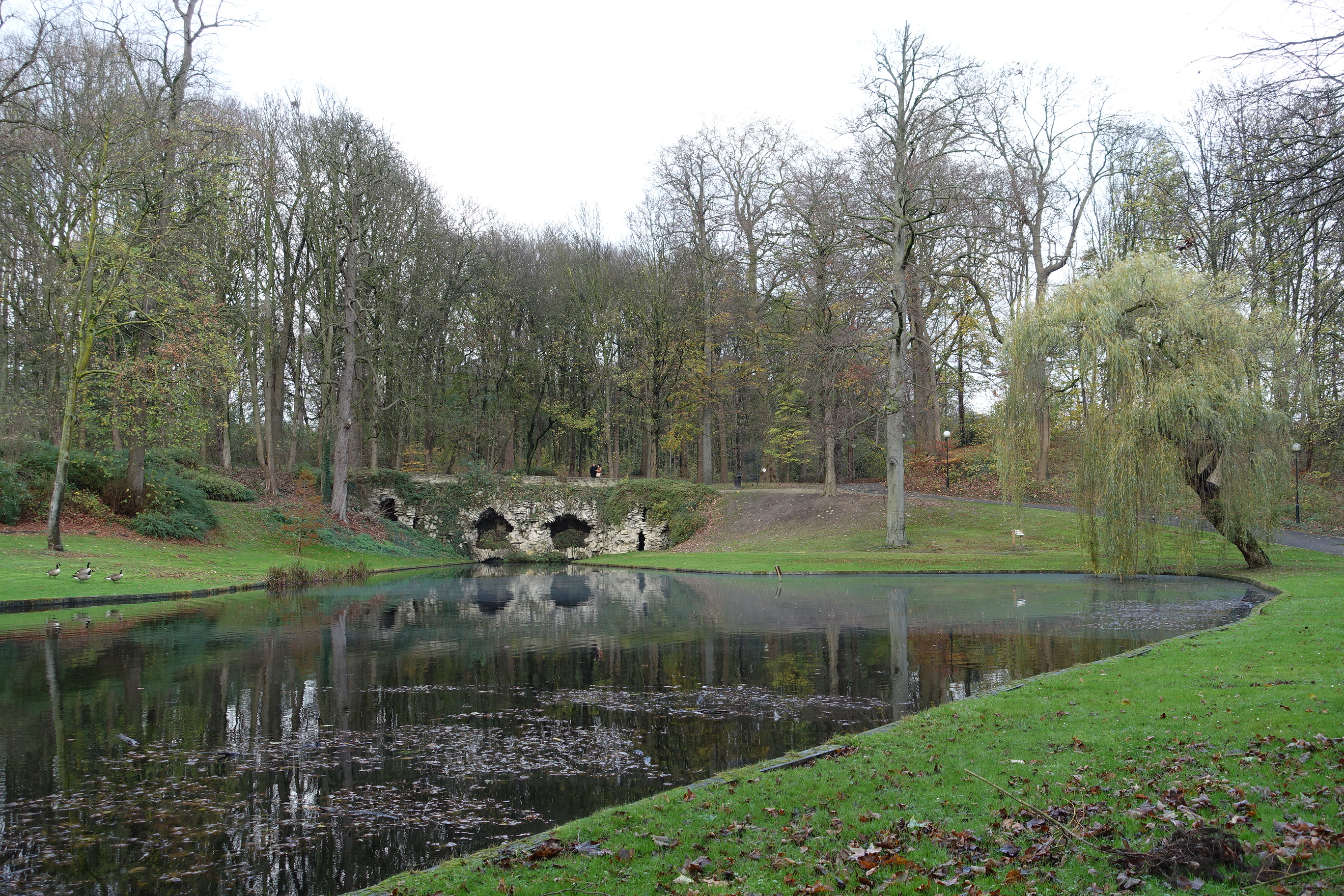
In Drie Fonteinen legde Walckiers op zijn domein een tuin aan in Engelse stijl: vijver met galerijbrug uit cyclopisch metselwerk

Jean Joseph Walckiers werd een pionier in de aanleg van de Engelse tuin in de Zuidelijke Nederlanden. In de jaren 60 van de achttiende eeuw startte hij met de opkoop van gronden ten westen van het Vilvoordse gehucht Drie Fonteinen. In 1777 werden zijn bezittingen tot één geheel gevormd, waarna hij dit domein vanaf 1778 uitbouwde tot een riant buitenverblijf met Engelse tuin. Drie Fonteinen geldt als een van de oudste landschappelijke parken van België. Mogelijks werd de eerste Engelse tuin in België aangelegd door zijn oom Adrien-Ange Walckiers, heer van Evere, in 1765. Deze tuin bevond zich in Helmet, toen deel van Evere, vandaag in Schaarbeek gelegen. De Ferrariskaart van 1771-1775 toont dit park als een strak geometrische tuin.
Bij een landmeting in 1776 beschikte hij over bijna tien hectare aan gronden, die zich in zuidelijke richting uitstrekten tot aan de Lendrikkapel en het kasteel van Mariënsart op het grondgebied van de gemeente Neder-Heembeek.

### Andere bezittingen
Vanaf 1769 kwamen ook de heerlijkheden Loenhout en Popendonk (grondgebied Loenhout, ten noorden van het dorp Loenhout) in zijn bezit. Uit zijn lenen ontving Walckiers verschillende cijnzen in geld en natura en had hij een (klein) aandeel in de tienden.
Jean Joseph erfde het leenheerschap Galmaarden (in het Frans Gammerages) van zijn vader na diens dood in 1774.
In 1784 kocht Walckiers de heerlijkheid van Wespelaar en Nederassent van de Antwerpse bankiersfamilie de Proli voor een som van 108 500 Brabantse guldens. Nederassent (of Beek) is een vandaag verdwenen gehucht tussen Wespelaar, Tildonk en Buken.

## Investeringen
Met zijn onroerende vermogen als onderpand kon Jean Joseph Walckiers investeren in verschillende projecten. Dit deed hij vaak met zijn oudere broer Josse-Jean Walckiers en met de bankier Frederik Romberg, een overbuur van Walckiers die in 1782 het kasteel van Beaulieu kocht. Een van Walckiers investeringen was er een in de Vilvoordse Spuymolen. Ook in de scheepvaartsector investeerde hij. In 1783 stak hij 200.000 livres in de Bordelese slavenfirma Romberg, Bapst & Cie, die hem en zijn broer bij het faillissement tien jaar later een verlies van 3,87 miljoen livres kostte.

## Neergang
Na de Slag bij Jemappes in 1792 werden de Oostenrijkse Nederlanden bezet door het Franse leger. In hetzelfde jaar werd Jean Joseph samen met zijn neef Edouard Walckiers door de Franse generaal Dumouriez verkozen in het voorlopige bestuur van Brussel.
In de volgende jaren zou het tij echter keren voor Walckiers en verloor Jean Joseph veel van zijn bezittingen. Tijdens de jaren 1792-1795 werden door de steden en gemeenten hoge oorlogsbelastingen ingevoerd die voornamelijk gedragen werden door de grootgrondbezitters. Bij de annexatie van de Nederlanden door de Franse republiek op 1 oktober 1795 verloor Jean Joseph Walckiers onmiddellijk al zijn heerlijke rechten en hiermee ook zijn voornaamste bron van inkomen. Hierdoor werd hij verplicht zijn kasteeldomeinen te verkopen. Het domein van Wespelaar werd in 1796 verkocht aan de familie Artois, een brouwersfamilie uit het Leuvense, die er al sinds 1786 verbleef.
In 1799 verkocht hij zijn woning, een groot herenhuis in de Eikstraat in Brussel, en de domeinen van Vilvoorde (Domein Drie Fonteinen) en Loenhout-Poppendonk (aan Peter Frans Stevens). In hetzelfde jaar verhuisde Walckiers naar Frankrijk waar hij naar alle waarschijnlijkheid is gestorven.